# Ana Poliak
Ana Poliak (Buenos Aires, Argentina, 30 de julio de 1962) es una directora y guionista de cine que, entre otros filmes, dirigió ¡Que vivan los crotos! (1990), La fe del volcán (2002) y Parapalos (2004).	

## Actividad profesional
Estudió Dibujo y Pintura con Anselmo Piccoli y se graduó en la especialidad de Dirección en la Escuela Experimental de Cine del Instituto Nacional de Cinematografía (ENERC), del Instituto Nacional de Cine y Artes Audiovisuales. Se desempeñó como Ayudante de dirección y Producción de Clara Zappettini y Mario Strukelj en televisión educativa. Desde 1983 trabajó como Ayudante de dirección y montadora en varios cortometrajes y largometrajes y a partir de 1990 guionó, produjo, dirigió y editó varios largometrajes, como  ¡Que vivan los crotos! (1990), La fe del volcán (2002) y Parapalos (2004). En 1989 fundó la productora Viada Producciones s.r.l. y con ella además de sus propios trabajos, coprodujo entre otros filmes, Extraño, de Santiago Loza y La cantata de las cosas solas, de Willi Behnisch. También dirigió y editó el registro de varias obras teatrales como El pecado que no se puede nombrar, de Ricardo Bartis, Maluco y Canon perpetuo de Quico García, además de desarrollar su propia obra plástica, bajo el asesoramiento del pintor Eduardo Medici.
Su primer largometraje ¡Que vivan los crotos! es un documental filmado en la localidad de Gardey, en la provincia de Buenos Aires, donde vivió el protagonista José Américo Bepo Ghezzi (1912-1999), que pasó gran parte de su vida como un linyera, evocado a través de sus propios recuerdos y el de sus amigos.
Fue exhibida en algunas provincias fuera del circuito comercial y en numerosos festivales de cine. Los críticos Raúl Manrupe y María Alejandra Portela escribieron que era un «Austero y digno documental con recreación de escenas y poderosas imágenes, sobre la vida de los linyeras anárquicos de otros tiempos.».

## Filmografía
Participó de los siguientes filmes:
Actriz
- La fe del volcán (2002)

Directora
- Parapalos (2004)
- La fe del volcán (2002)
- ¡Que vivan los crotos!  (1990)
- Suco de sábado (cortometraje 1989)
- Nahú Knop, retrospectiva (cortometraje documental 1987)[1]
- Zuco (cortometraje 1986)
- Bolshoi Ballet (cortometraje documental 1986)[1]
- El eco (cortometraje 1984)[1]

Asistente de Dirección
- Cuerpos perdidos (1989)

Ayudante de dirección
- La amiga (1989)
- Debajo del mundo (1987)
- A dos aguas (1987)
- Sur (1987)
- Gombrowicz, o la seducción (Representado por sus discípulos)  (1986)
- El exilio de Gardel (Tangos)  (1985)
- El sol en botellitas (1985)

Meritoria de dirección
- El juguete rabioso (1984)

Guionista
- Parapalos (2004)
- La fe del volcán	(2001]
- ¡Que vivan los crotos! (1990)
- Suco de sábado (cortometraje 1989)

Producción
- Con la primavera en el bolsillo (cortometraje 1985)
- La fe del volcán	(2002)
- Parapalos (2004)

Dirección de producción
- La fe del volcán	(2001)
- ¡Que vivan los crotos! (1990)

Asistente de video
- H. G. O.  (1998)

Montaje
- El polvo   (2022)
- Baldío (2019)
- La otra piel (2018)
- La nostalgia del centauro (2017)
- Nosilatiaj. La belleza (2012)
- 13 puertas (2014)
- Extranjera (2007)
- Parapalos (2004)
- Cómo pasan las horas (2004)
- Cantata de las cosas solas (2003)
- Extraño (2003)
- Gracias por el juego (2002)
- La fe del volcán	(2002)
- Casi Ángeles (2002)
- La rosa azul (2001)
- Ciudad de Dios (1997)
- Invierno, mala vida (1997)
- Historias breves 2 (1997)
- Al cielo, no (cortometraje 1996)
- Marisa en la siesta (cortometraje 1996 en Historias breves I
- Beautiful (cortometraje 1993)
- El último sueño (cortometraje 1993)
- Solo en un cuarto (cortometraje 1993)
- Un ojo en la ruta (cortometraje 1993)
- ¡Que vivan los crotos! (1990)

Dirección de montaje
- La nostalgia del centauro (2017)

Meritorio de montaje
- Se acabó el curro (1983)
- Mercedes Sosa, como un pájaro libre (1983)

Colaboración en el montaje
- Mocoso malcriado (cortometraje 1993)

## Premios y nominaciones
Asociación de Cronistas de Cine de la Argentina Premios Sur 1996
- ¡Que vivan los crotos!' nominada al Premio Cóndor de Plata a la Mejor Ópera Prima.

Festival de Cine de Bogotá 2001
- La fe del volcán nominada al Premio Círculo Precolombino de Oro a la Mejor Película.

Buenos Aires Festival Internacional de Cine Independiente 2004
- Parapalos, ganadora del Premio a la Mejor Película y de la Mención Especial  de FIPRESCI

Festival de Cine Entrevues (Belfort, Francia, 2004)
- Parapalos, Ganadora del Gran Premio a la Mejor Película Extranjera compartido con El sabor del té

Festival de Cine de Turín 2004
- La fe del volcán, nominada al Premio de la Ciudad de Turín a la Mejor Película.

Festival Internacional del Nuevo Cine Latinoamericano de La Habana
- ¡Que vivan los crotos! ganadora del Primer Premio Coral.

Festival de Troia, Portugal.
- ¡Que vivan los crotos! ganadora de una Mención de Honor